# Emil Zátopek
Emil Zátopek (19. září 1922 Kopřivnice – 21. listopadu 2000 Praha) byl český a československý atlet, čtyřnásobný olympijský vítěz ve vytrvalostním běhu, manžel oštěpařky a olympijské vítězky Dany Zátopkové. Jeho bratrancem z druhého kolene byl geofyzik a seismolog Alois Zátopek (jejich otcové byli bratranci).

## Kariéra
Emil Zátopek se stal prvním člověkem na světě, který uběhl trať 10 km pod 29 minut (28:54,2 1. června 1954 v Bruselu) a trať 20 km pod jednu hodinu (59:51,8 29. září 1951 ve Staré Boleslavi). Celkem vytvořil třináct světových rekordů na kilometrových a pět na mílových tratích. Jde o jednoho z největších atletů všech dob. Nejvíce ale proslul během olympijských her 1952 v Helsinkách, kde vyhrál běh na 5 km (14:06,72), 10 km (29:17,0), a dokonce i maratón (2:23:03,2), který tehdy běžel poprvé v životě. V každé z těchto disciplín tehdy zároveň ustavil nový olympijský rekord. Tento „trojboj“ se dodnes žádnému vytrvalci nepodařilo zopakovat a atletičtí experti pochybují, že se ještě někomu kdy podaří. Byl znám svým upracovaným stylem běhu, doprovázeným křečovitými grimasami, v cizině byl přezdíván česká lokomotiva nebo Satupekka (finská zkomolenina jeho příjmení).

### Začátky
Narodil se do chudé rodiny jako sedmé dítě z osmi. Měl 5 bratrů a 2 sestry: Marii, Jarmilu, Jaroše, Františka, Bohumila, Jiřího a Josefa. V šestnácti letech začal pracovat v Baťově obuvnické továrně ve Zlíně a navštěvoval Baťovy školy.
„Jednoho dne ukázal závodní trenér, který byl mimochodem velmi přísný, na čtyři chlapce včetně mě a řekl, že půjdeme na běžecké závody. Protestoval jsem, že jsem moc slabý a nemám na běhání kondičku, ale trenér mě poslal na prohlídku a doktor řekl, že jsem naprosto zdravý. A tak jsem musel závodit. Když jsem se rozběhl, cítil jsem, že chci vyhrát, ale skončil jsem až druhý. A tak to celé začalo,“ vzpomínal později Zátopek, jak v roce 1941 doběhl druhý při běhu Zlínem. Od toho okamžiku se o běh začal vážně zajímat. O nový talent se postarali výkonní atleti Baťova klubu. Ve Zlíně začal trénovat ve společnosti tehdy elitních českých běžců, jako byli Tomáš Šalé či Jan Haluza. Právě Jan Haluza se stal na dva roky jeho prvním (neoficiálním) trenérem. Společně absolvovali také řadu závodů.
V roce 1944, tedy za pouhé tři roky, pokořil český rekord v běhu na 2000, 3000 a 5000 metrů. Po válce se stal vojákem. Byl vybrán do československého reprezentačního týmu na mistrovství Evropy 1946. Na pětikilometrové trati skončil pátý, když překonal výkonem 14:25,8 svůj vlastní rekord 14:50,2.

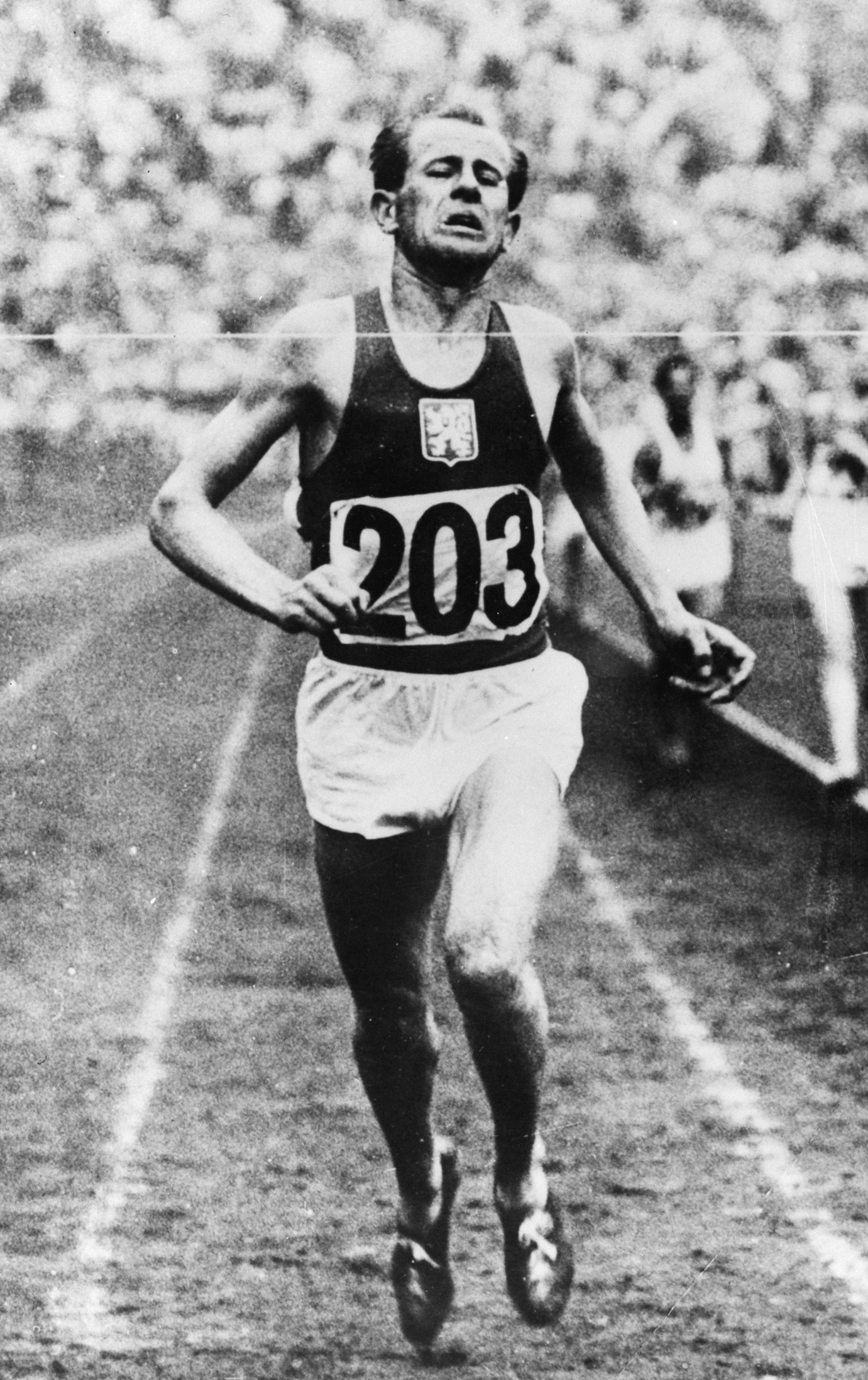
Zátopek před cílem, OH Londýn 1948

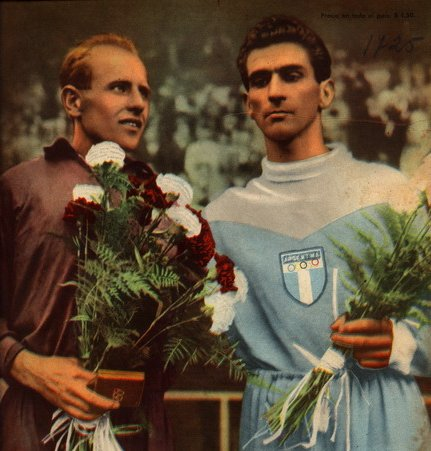
Zátopek a Argentinec Gorno na Letních olympijských hrách ve Finsku, 1952

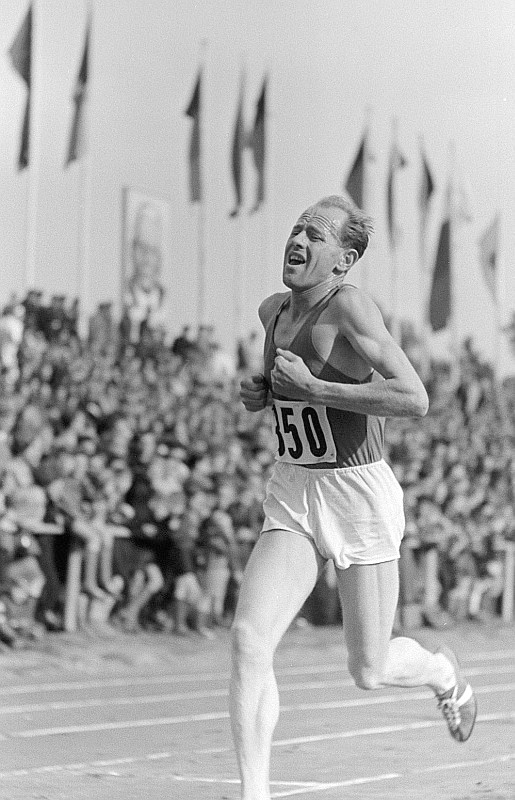
Zátopek při běhu

### Vrcholný úspěch
Poprvé vstoupil na olympijské atletické závodiště na hrách v Londýně roku 1948, kde vyhrál běh na 10 km (byl to tehdy jeho druhý závod na takovou vzdálenost) a na 5 km skončil druhý za Gastonem Reiffem z Belgie. Při desetikilometrovém závodu zvítězil díky rozumně zvolenému tempu oproti dalším závodníkům, které ve velkém vedru v druhé polovině závodu předbíhal. Ve finále na 5 kilometrů, které se běželo naopak v dešti na rozbahněné dráze, prohrál až ve finiši.
Následující rok se mu podařilo hned dvakrát zlomit světový rekord v běhu na 10 km a ve čtyřech dalších sezónách si třikrát vylepšil svůj vlastní rekord. Držel také světové rekordy v běhu na 5 km (1954), 20 km (dvakrát v roce 1951), 25 km (1952 a 1955), 30 km (1952) a také v hodinovém běhu (dvakrát v roce 1951). Na mistrovství Evropy 1950 vyhrál běh na 5 a 10 km a na dalším mistrovství Evropy byl znovu první na desetikilometrové trati.
Mezi legendy ale mezitím vstoupil na olympijských hrách 1952 v Helsinkách, kde vyhrál zlatou medaili v běhu na 5 km, 10 km a v maratonu. Ve všech třech těchto disciplínách navíc překonal olympijské rekordy. Desetikilometrový závod vyhrál před Alainem Mimounem, stejně jako následně běh na 5 km. Zde zvítězil po úporném boji v posledním kole (57,5 s), v němž se dostal ze čtvrtého na první místo. Třetí zlatou medaili získal, když se rozhodl zúčastnit také maratonu. Běžel ho poprvé v životě a zvítězil. Jeho strategie pro maraton byla jednoduchá: držet se Jima Peterse, britského držitele světového rekordu. Po úmorných prvních patnácti kilometrech, kdy už Peters věděl, že přecenil své síly, se ho Zátopek zeptal, co si zatím o závodu myslí. Překvapený Angličan řekl Zátopkovi ve snaze ho zmást, že tempo je dost pomalé. Čech tedy prostě zrychlil, Peters závod nedokončil a Zátopek vytvořil nový olympijský rekord.
Svou zlatou medaili z maratonu se pokusil obhájit na olympijských hrách v roce 1956, na tréninku si ale poranil tříslo a musel být na šest týdnů hospitalizován. Den po návratu z nemocnice už zase trénoval, svou formu už ale zpátky nikdy úplně nezískal. Nakonec doběhl šestý za svým dlouholetým rivalem a přítelem Alainem Mimounem. Svoji sportovní kariéru ukončil v roce 1958.

### Styl a tréninkové metody
Jeho běžecký styl byl velmi charakteristický a hodně se lišil od toho, co se v tehdejší době považovalo za účinný styl. Otáčel hlavou, obličej měl pokřivený námahou, čemuž vděčí za přezdívku Emil Hrozný. Když se ho lidé ptali na jeho umučený výraz ve tváři, prý odpověděl: „To víte, není to gymnastika nebo krasobruslení.” Trénoval za každého počasí, i když sněžilo, a na sobě měl často těžké vojenské kanady namísto speciálních běžeckých bot. Tvrdil, že při závodě tak získá pocit lehkých nohou. Měl i speciální tréninkovou pomůcku. Běžel se svojí manželkou na zádech.
Vždycky rád poradil jiným běžcům. Často například říkal, že při běhu je vždy třeba být uvolněný, je proto dobré se koncem palce lehce dotknout ukazováčku nebo prostředníčku. Tenhle nepatrný dotyk stačí k tomu, aby paže a ramena zůstaly uvolněné.

## Pozdější léta
Sportovní kariéru po roce 1945 spojil se službou vojáka z povolání. V roce 1953 vstoupil do Komunistické strany Československa. Dne 10. června 1950, po vyhlášení rozsudku v procesu se skupinou Milady Horákové, vyšlo Zátopkovo prohlášení v Rudém právu. K odsouzeným opakovaně poznamenal, že jejich počínání bylo „hanebné“ a rozsudek schválil slovy „toť příkaz, který vyplývá z poctivé práce všech našich dělníků pro nás vojáky, aby pokojný život byl zachován“.
Dne 3. října 1952 jej ministr národní obrany Alexej Čepička dekoroval Řádem republiky.
Od poloviny roku 1956 byl tajným spolupracovníkem Vojenské kontrarozvědky s krycím jménem Macek. Historik Petr Blažek a badatel Radek Schovánek upozorňují, že Zátopek v padesátých let spolupracoval s StB, respektive s vojenskou kontrarozvědkou (VKR). Radek Schovánek pro Echo24 uvedl, že informace o Zátopkově spolupráci je veřejně dostupná od roku 2010, kdy byly zveřejněny svazky StB. V čem přesně Zátopkova spolupráce se Státní bezpečností spočívala, není jasné.

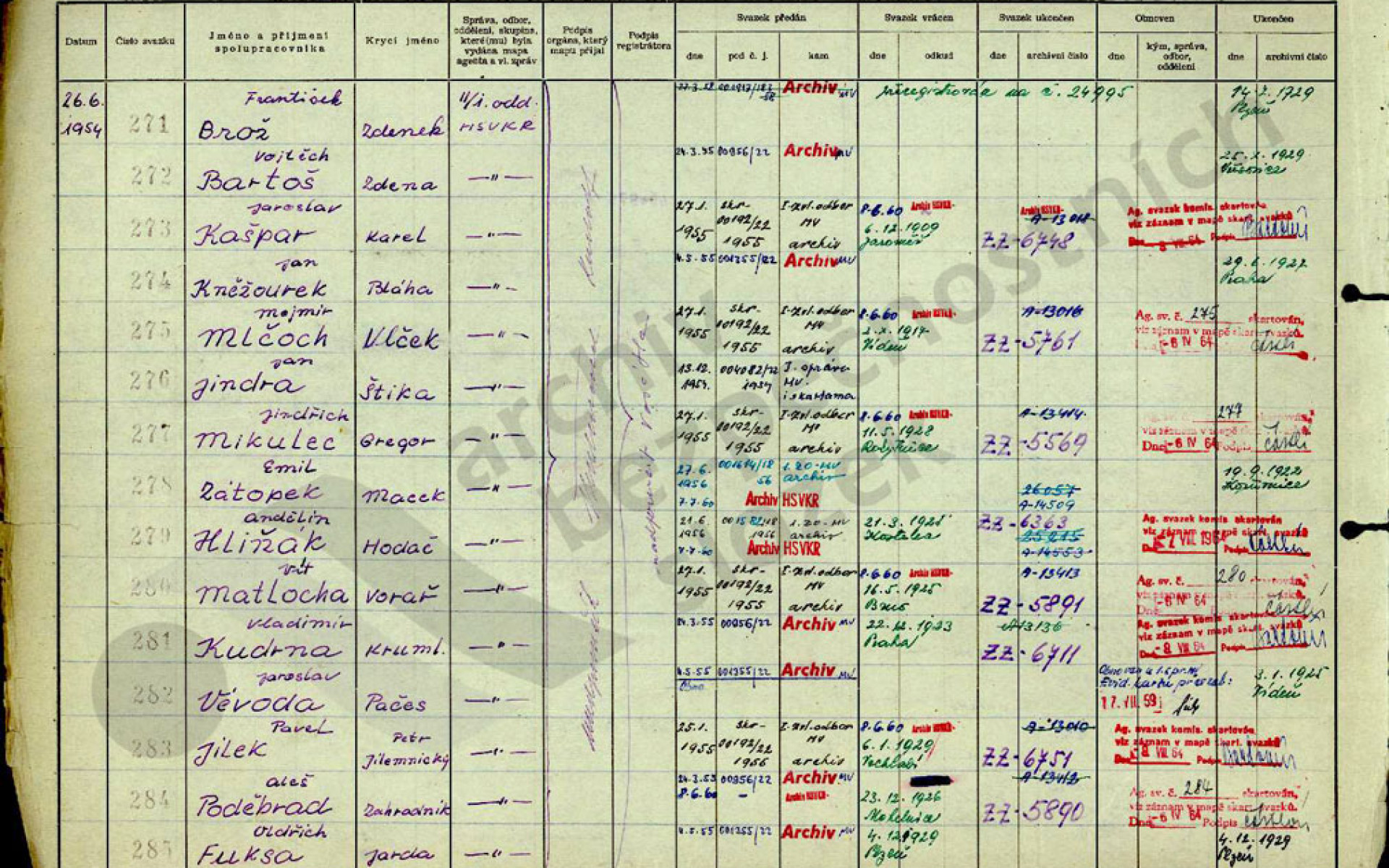
Svazek VKR, ve kterém byl Zátopek od roku 1954 veden s krycím jménem Macek.

Jako čestný host se zúčastnil olympiády v Mexiku na podzim roku 1968.
V roce 1969 se připojil k žalobě čtyř dalších osobností (Lubomír Holeček, Pavel Kohout, Luděk Pachman, Vladimír Škutina), kterou podali kvůli křivému nařčení v souvislosti s upálením Jana Palacha na komunistického poslance Viléma Nového. Ten o nich prohlásil, že prý Palacha k činu naváděli, oni ale Palacha vůbec neznali. Zátopek při projednávání žaloby v červenci 1970 před Městským soudem v Praze ale žalobu odvolal a Novému se omluvil. Žaloba zbývajících čtyř byla zamítnuta se zdůvodněním, že „žalující nemají právo hájit svou čest před socialistickým soudem, neboť jako známí antisocialisté a pravicoví oportunisté tuto čest stejně již ztratili“.
Po nuceném odchodu z armády jej nikde nesměli zaměstnat, místo našel roku 1969 až u podniku Stavební geologie, takže šest let jezdil a hloubil studny. S kolegy přespával v maringotce, domů se vracel na víkendy jednou za týden nebo i za tři. Španělský novinář, který chtěl vidět, jak čtyřnásobný olympijský vítěz žije a kterého za ním Dana Zátopková zavezla, spatřil Zátopka, jak zablácený pracuje ve špíně a bahně. A podle Dany Zátopkové se cestou zpátky do Prahy rozplakal: „Takhle vy tady opečováváte svého hrdinu?“
Na počátku 70. let ho navštívil redaktor Zdeněk Hoření (pozdější šéfredaktor Rudého práva), který napsal článek, ve kterém Zátopek odvolává svůj souhlas s dokumentem 2000 slov. Zátopek text nekonzultoval ani neautorizoval a dodatečně uznal svoji naivitu a ostudu.
Sovětský svaz 8. května 1984 oznámil, že sovětští sportovci se nezúčastní Letních olympijských her v Los Angeles. O šest dnů později se k bojkotu Olympijských her přihlásilo i Československo, rozhodnutí oznámil předseda Československého olympijského výboru a ČSTV Antonín Himl. Zátopek v prohlášení pro Rudé právo tehdy rozhodnutí přivítal a připojil se k obavám o bezpečnost sportovců.
Zátopek zemřel po dlouhé nemoci v Ústřední vojenské nemocnici v Praze v roce 2000 ve věku 78 let. Pohřben byl na Valašském Slavíně v Rožnově pod Radhoštěm. Při rozloučení v Národním divadle mu předseda Mezinárodního olympijského výboru Juan Antonio Samaranch udělil in memoriam medaili Pierra de Coubertina. Předseda Mezinárodní asociace atletických federací Lamine Diack mu udělil Zlatý řád za zásluhy.

## Osobní život

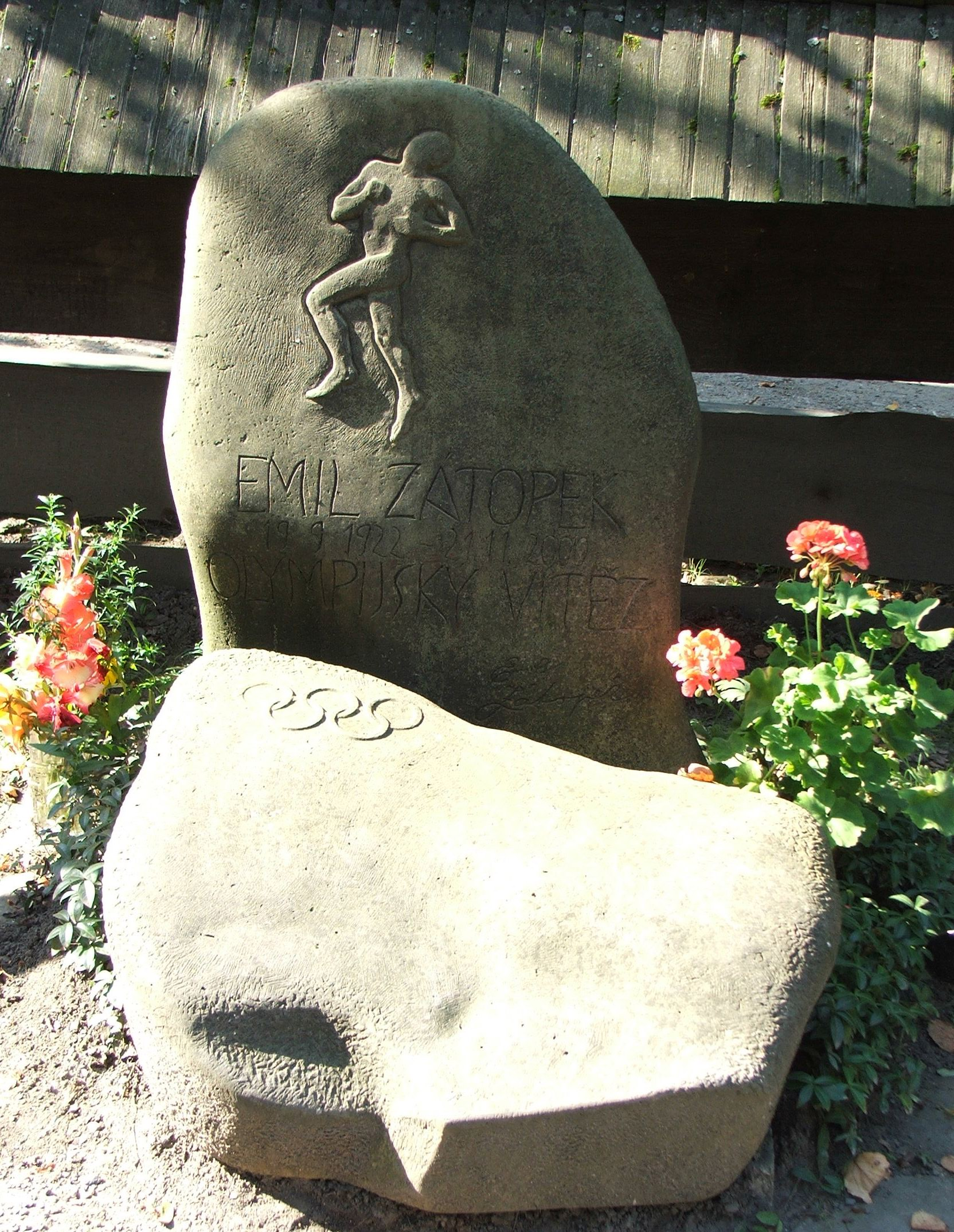
Náhrobek Emila Zátopka na Valašském Slavíně v Rožnově pod Radhoštěm.

Vystudoval vojenskou akademii v Hranicích. Svatba s manželkou Danou se konala 24. října 1948 v Uherském Hradišti. Vzhledem k tomu, že důstojníci museli mít od vojenských orgánů povolení k sňatku, Zátopek poslal žádost. Na ni dostal odpověď, že se mu sňatek nedoporučuje, protože rodina nevěsty nesplňuje požadovaný politický profil (Dana Zátopková byla kmotřenkou Sergěje Ingra). Teprve po vítězství na londýnské olympiádě získal Zátopek telefonické povolení sňatku. Po svatbě bydleli v Praze v domě U Půjčovny 8, během šedesátých a sedmdesátých let si postavili manželé Zátopkovi domek v Praze-Tróji. Od manželky získal Emil Zátopek přezdívku Ťopek.
Zátopkova manželka Dana (narozená ve stejný den a rok jako její manžel) byla také výbornou atletkou, věnovala se hodu oštěpem. Vyhrála zlatou medaili na LOH 1952, a to jen několik okamžiků po jeho vítězství na 5 km trati, a také stříbro na LOH 1960. Mezi Emilem a Danou byl hravý vztah, když se Zátopek například pokoušel ukrojit si trochu z Danina vítězství a na tiskové konferenci prohlásil, že jeho vítězství v běhu na 5 km jeho ženu inspirovalo, Dana na to rozzlobeně reagovala slovy: „Vážně? Tak dobře, jen běž a zkus inspirovat nějakou jinou a uvidíme, jestli taky hodí oštěp padesát metrů daleko!”

## Přehled úspěchů

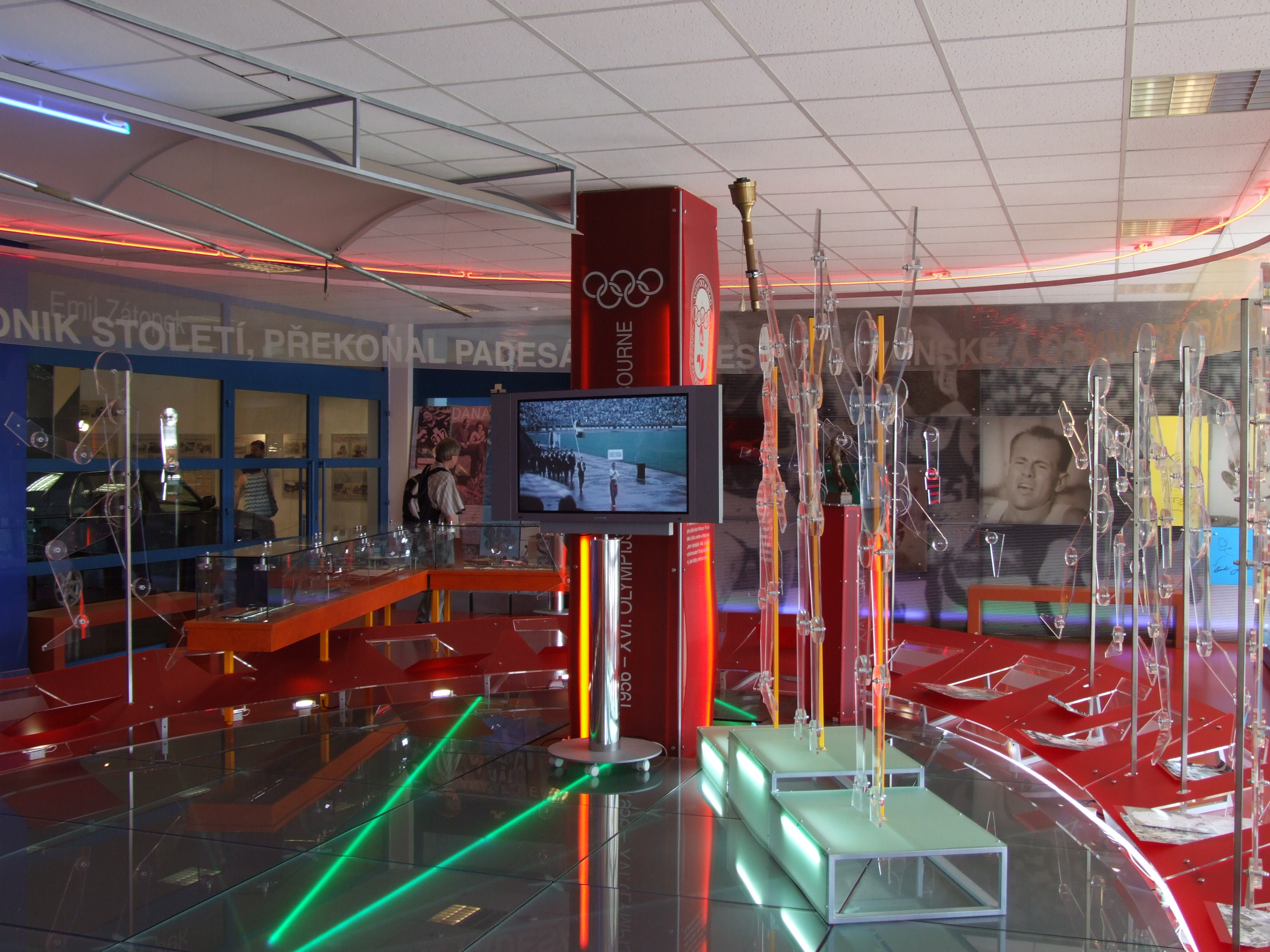
Samostatná expozice věnovaná Emilu Zátopkovi v kopřivnickém technickém muzeu

### Olympijské hry
Londýn 1948
- 5 000 m (2.)
- 10 000 m (1.)

Helsinky 1952
- 5 000 m (1.)
- 10 000 m (1.)
- maratón (1.)

Melbourne 1956
- maratón (6.)

### Mistrovství Evropy
Oslo 1946
- 5 000 m (5.)

Brusel 1950
- 5 000 m (1.)
- 10 000 m (1.)

Bern 1954
- 5 000 m (3.)
- 10 000 m (1.)

### Mistrovství republiky
- 5 000 m – 1945, 1946, 1947, 1948, 1950, 1952, 1953, 1954 (1.)
- 10 000 m – 1952, 1953 (1.)
- kros – 1948, 1949, 1952, 1954, 1955 (1.)

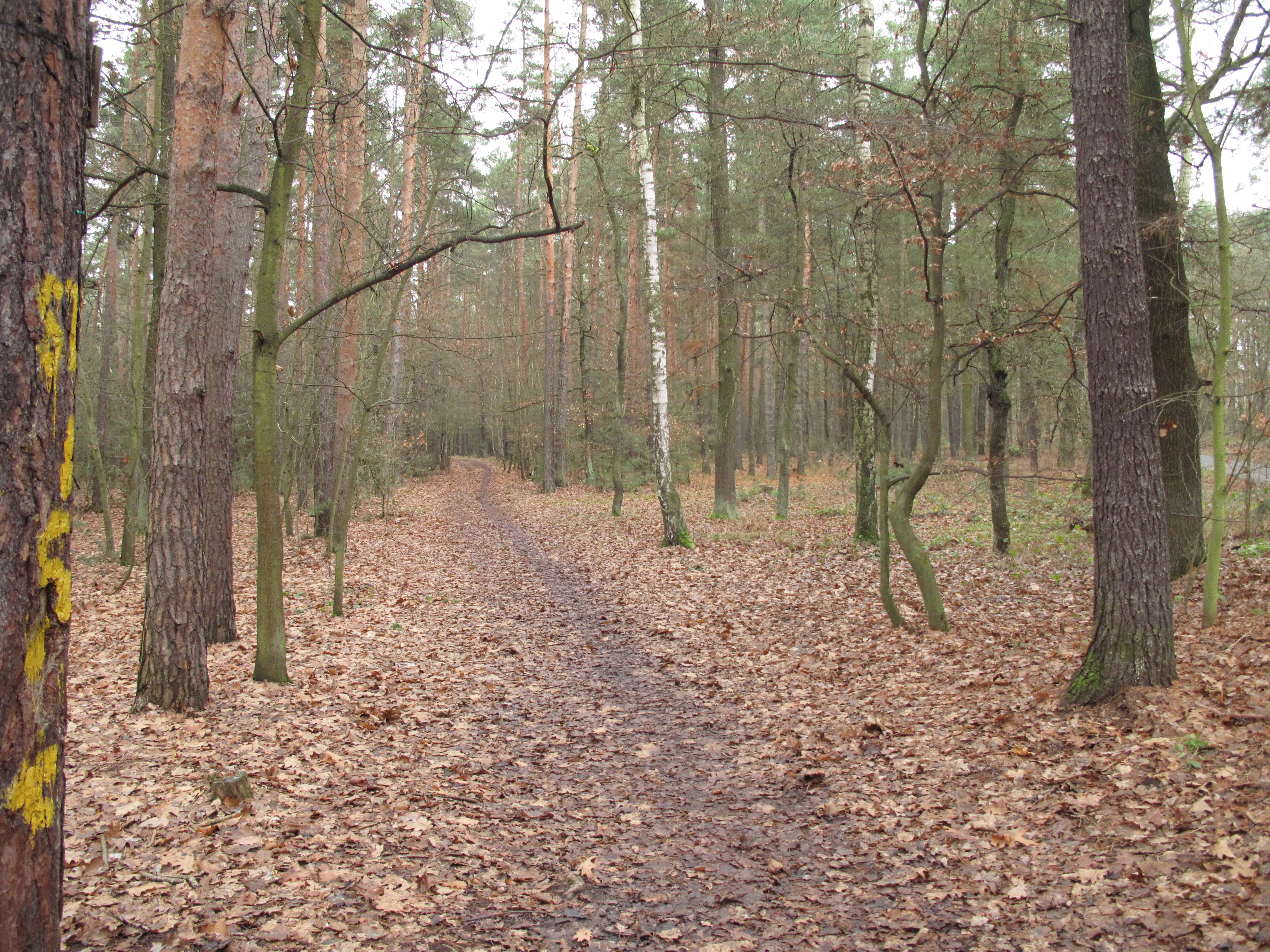
Zátopkova běžecká stezka ve Staré Boleslavi

### Světové rekordy
| Disciplína | Čas       | Datum             | Místo          |
| ---------- | --------- | ----------------- | -------------- |
| 10 000 m   | 29:28,2   | 11. června 1949   | Ostrava        |
| 10 000 m   | 29:21,2   | 22. října 1949    | Ostrava        |
| 10 000 m   | 29:02,6   | 4. srpna 1950     | Turku          |
| hodinovka  | 19 558 m  | 15. září 1951     | Praha          |
| 20 000 m   | 1:01:16,0 | 15. září 1951     | Praha          |
| 10 mil     | 48:12,0   | 29. září 1951     | Stará Boleslav |
| 20 000 m   | 59:51,8   | 29. září 1951     | Stará Boleslav |
| hodinovka  | 20 052 m  | 29. září 1951     | Stará Boleslav |
| 15 mil     | 1:16:26,4 | 26. října 1952    | Stará Boleslav |
| 25 000 m   | 1:19:11,8 | 26. října 1952    | Stará Boleslav |
| 30 000 m   | 1:35:23,8 | 26. října 1952    | Stará Boleslav |
| 10 000 m   | 29:01,6   | 1. listopadu 1953 | Stará Boleslav |
| 6 mil      | 28:04,4   | 1. listopadu 1953 | Stará Boleslav |
| 5 000 m    | 13:57,2   | 30. května 1954   | Paříž          |
| 10 000 m   | 28:54,2   | 1. června 1954    | Brusel         |
| 6 mil      | 27:59,2   | 1. června 1954    | Brusel         |
| 15 mil     | 1:14:01,0 | 29. října 1955    | Čelákovice     |
| 25 000 m   | 1:16:36,4 | 29. října 1955    | Čelákovice     |

## Školy
- 1928–1936 Základní měšťanka v Kopřivnici
- 1937–1941 Průmyslová škola Zlín
- 1941–1943 Vyšší průmyslová škola chemická Zlín
- 1945–1947 Vojenská akademie Hranice

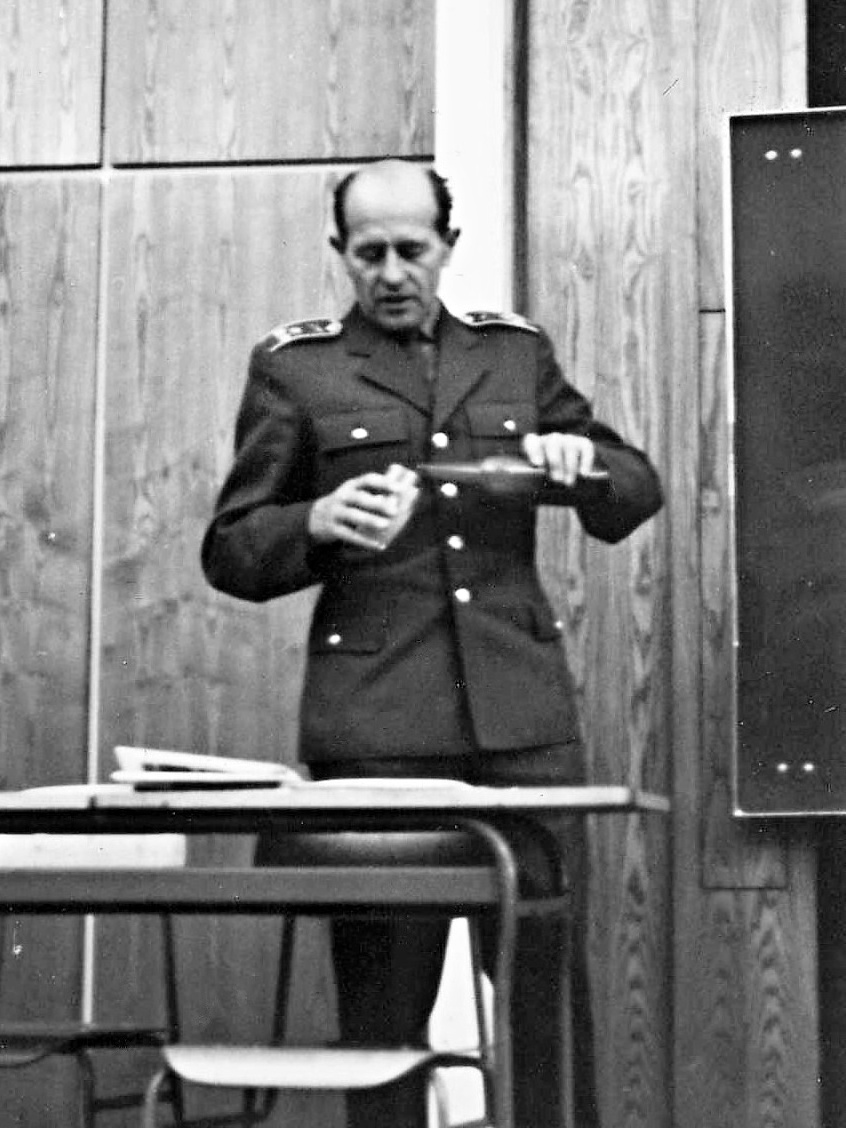
Emil Zátopek na besedě o Pražském jaru na Fakultě sociálních věd a publicistiky UK v Praze, podzim 1968.

## Hodnosti a zaměstnání
- 1944–1945 technik u firmy Baťa Zlín
- 1947 vyřazen jako poručík, Hranice
- 14. 11. 1969 propuštěn z armády jako plukovník
- 1969–1975 dělník Stavební geologie, provoz Nučice
- 4. 8. 1992 rehabilitován[25]

## Vyznamenání a řády
- 1949 nejlepší sportovec světa v anketě novinářů
- 1951 nejlepší sportovec světa v anketě novinářů
- 1952 nejlepší sportovec světa v anketě novinářů
- 1952 Řád republiky
- 1953 Zasloužilý mistr sportu
- 1952 Řád republiky s kolektivem ÚDA
- 1975 Mezinárodní Cena Fair Play (Paříž)
- 1989 Stříbrný olympijský řád
- 1989 objev a pojmenování planetky Zátopek (WH4 – katalog č. 5910 http://planety.astro.cz/planetka-5910)
- 1991 Cena Fifty plus od Běžecké asociace Los Angeles
- 1998 státní vyznamenání medaile Za zásluhy 1. stupně
- 1999 Olympionik století
- 2000 Zlatý řád IAAF – in memoriam
- 2000 titul Sportovní legenda, udělovaný Klubem sportovních novinářů[25]

## Emil Zátopek v umění

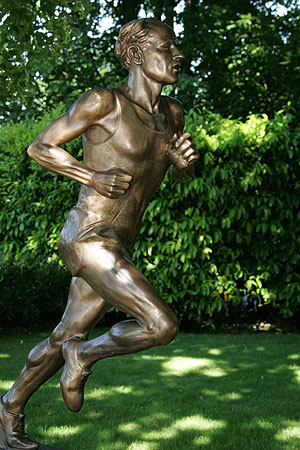
Socha před olympijským muzeem v Lausanne

- V roce 2002 byla postavena před olympijským muzeem v Lausanne bronzová socha Emila Zátopka, kterou vytvořil sochař Jaroslav Brož.
- Socha Emila Zátopka ve Zlíně v roce 2014.
- Britská skladatelka Emily Howardová v roce 2012 složila dvanáctiminutovou minioperu Zátopek!.[26]
- V roce 2016 natočil režisér David Ondříček dokumentární film Zátopek. V roce 2019 pak začal točit i celovečerní životopisný film Zátopek,[27][28] který měl premiéru 20. srpna 2021.
- 16. září 2022 byla v rodné Kopřivnici odhalena bronzová socha Emila Zátopka k příležitosti výročí 100 let od narození. Autorem sochy je taktéž Jaroslav Brož, který se odhalení zúčastnil.
- Britská punk-rocková skupina Zatopeks zvolila svůj název jako poctu Emilu Zátopkovi.[29]

## Zajímavosti
- Jméno Emil Zátopek díky přezdívce česká lokomotiva vybrala Škoda Transportation jako marketingový název pro svou elektrickou lokomotivu 109E z roku 2008.[30]
- Po Emilu Zátopkovi je pojmenován multifunkční stadion v jeho rodné Kopřivnici[31] a také v Chrudimi[32].